# Kelly Oubre Jr.

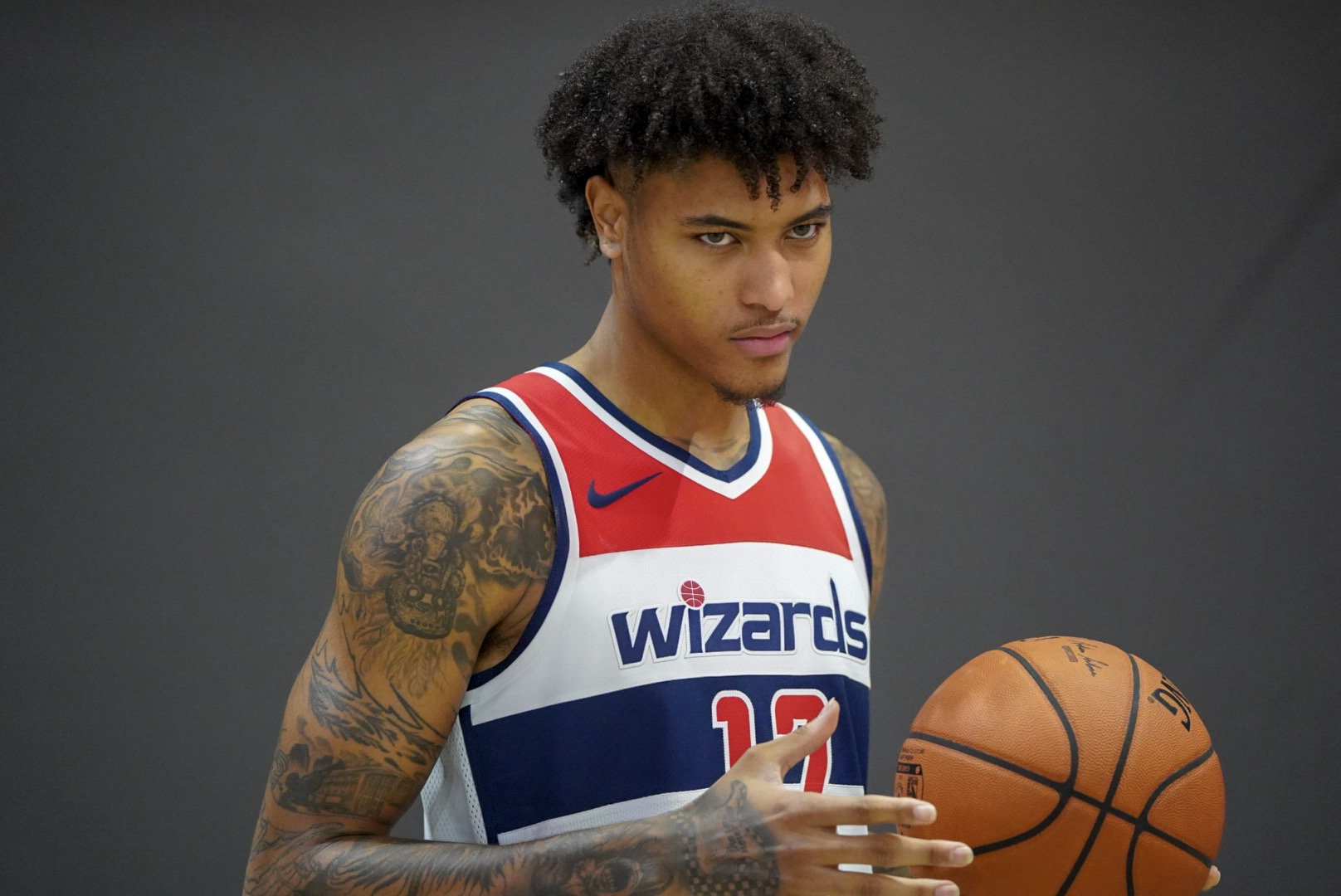
Kelly Oubre Jr., 2018.

Kelly Paul Oubre Jr., född 9 december 1995 i New Orleans i Louisiana, är en amerikansk professionell basketspelare (SG/SF) som spelar för Philadelphia 76ers i National Basketball Association (NBA). Han har tidigare spelat för Washington Wizards, Phoenix Suns, Golden State Warriors och Charlotte Hornets.
Oubre draftades av Atlanta Hawks i första rundan i 2015 års draft som 15:e spelare totalt.
Innan han blev proffs studerade Oubre på University of Kansas och spelade för deras idrottsförening Kansas Jayhawks.